# Campephilus leucopogon
Campephilus leucopogon là một loài chim trong họ Picidae.